# Naia del Castillo
Naia del Castillo (Bilbao, 1975) és una escultora i fotògrafa espanyola d'origen basc.

## Biografia[calcitació]
Llicenciada en Belles arts per la Universitat del País Basc, és master pel Chelsea College of Art & Design de Londres.
Respecte de la seva obra s'ha destacat el tracte del món de la dona des de la metàfora, sense usar elements combatius propis d'altres èpoques, ressaltant en les seves manifestacions l'ambivalència entre la superioritat de la dona com a seductora i la seva posició d'inferioritat en el quotidià.
Ha realitzat múltiples exposicions entre les quals destaquen les dutes a terme en el Museu Pablo Serrano de Saragossa (2003), ARTIUM (Vitòria, 2004), PHotoEspaña i diverses intinerantes a Alemanya, Estats Units i Àustria amb la Societat Estatal per a l'Acció Cultural Exterior dins del cicle Passió: Disseny Español (2002).
De l'obra de Naia del Castell en museus i altres institucions, destaquen les que es troben en el Museu de Belles arts de Santander, Maison Européene de la Photographie de París, Museum of Fine Arts de Houston, Acadèmia d'Espanya a Roma i les fundacions bancàries: Fundació Bancaixa, Fundació Caja Madrid i Fundació la Caixa.